# Quinzano d'Oglio
Quinzano d'Oglio is een gemeente in de Italiaanse provincie Brescia (regio Lombardije) en telt 6191 inwoners (31-12-2021). De oppervlakte bedraagt 21,5 km², de bevolkingsdichtheid is 293 inwoners per km².

## Demografie
Quinzano d'Oglio telt ongeveer 2300 huishoudens. Het aantal inwoners steeg in de periode 1991-2001 met 2,1% volgens cijfers uit de tienjaarlijkse volkstellingen van ISTAT.
| Jaar | Inwoneraantal |
| ---- | ------------- |
| 1991 | 5728          |
| 2001 | 5851          |

## Geografie
Quinzano d'Oglio grenst aan de volgende gemeenten: Bordolano (CR), Borgo San Giacomo, Castelvisconti (CR), Corte de' Cortesi con Cignone (CR), Verolavecchia.